# Felicja Łączkowska
Maria Felicja Zadora-Łączkowska (ur. 6 września 1859 w Kaliszu, zm. 16 września 1932 tamże) – polska nauczycielka, działaczka społeczna i oświatowa, inicjatorka i współzałożycielka Muzeum Ziemi Kaliskiej.

## Życiorys

### Młodość i edukacja
Była córką Żelisława Zadora-Łączkowskiego, właściciela majątku w Korzeniowie koło Wielunia, oraz Józefy Białobrzeskich. Wychowywała się w Kaliszu u dziadków, rodziców matki. Początkowo uczyła się na kompletach Bronisławy Dębnickiej (pierwsze tajne komplety z wykładowym językiem polskim zorganizowane ok. 1870). Szkołę średnią ukończyła w Warszawie, a uczyła się na pensji Emilii Krajewskiej (1878). Po ukończeniu wyższych kursów pedagogicznych i buchalteryjnych w Warszawie wróciła do Kalisza.
W męskim gimnazjum (obecnie im. A. Asnyka) zdała egzamin państwowy, co pozwoliło jej uzyskać kwalifikacje nauczycielki języka polskiego.

### Praca nauczycielki
W 1885 zaczęła pracować w tajnych kaliskich pensjach żeńskich. Prowadziła zajęcia na kompletach Bronisławy Dębnickiej, swojej dawnej nauczycielki, i na pensji Ludwiki Wojciechowskiej, gdzie uczyła dziewczęta głównie z ziemiaństwa i inteligencji. W 1890 szkołę zlikwidowano, a Łączkowska otworzyła w Kaliszu prywatną nielegalną pensję żeńską. Działała do 1914 przy ul. Mariańskiej na rogu Starego Rynku (obecnie Główny Rynek). Początkowo na zajęcia przychodziło kilkanaście dziewcząt z niższych klas. W szkole uczyły Łączkowska, jej siostra i dwie nauczycielki. Wraz z rosnącym zainteresowaniem szkołą zyskała ona cechy szkoły średniej na wzór tajnych pensji w Warszawie. W 1905 w wyniku strajku szkolnego pensją zainteresowało się więcej uczennic, stąd klasy niższe zostały zlikwidowane, a do pracy przyjęto więcej nauczycielek. Prefektem szkoły został ks. Włodzimierz Jasiński. Dzięki dostosowaniu programu do wymagań szkół polskich w Galicji absolwentki mogły się ubiegać o wstąpienie na Wyższe Kursy im. Baranieckiego w Krakowie i Wyższe Kursy im. Miłkowskiego w Warszawie.
W międzywojniu Łączkowska jako posiadaczka świadectwa nauczyciela gimnazjalnego uczyła języka polskiego i historii w gimnazjum żeńskim Zgromadzenia Najświętszej Rodziny z Nazaretu w Kaliszu. Organizowała kursy literatury dla nauczycielek szkół powszechnych. Jednocześnie uczyła w Gimnazjum im. Adama Asnyka, w gimnazjum Haliny Radolińskiej i prywatnie.

### Kaliskie „piątki”
W listopadzie 1891 Łączkowska zainicjowała piątkowe spotkania kaliskich entuzjastek, podczas których w mieszkaniu Wandy Białobrzeskiej (róg Nowego Rynku i Ciasnej) prowadzono samokształcenie, odczyty zakazanych przez cenzurę tekstów (książki, krytyki literackie, poezja), przedstawiano referaty na temat literatury pięknej, kwestii religijnych i społecznych, głównie dotyczących kobiet i pedagogiki. Na spotkaniach gościnnie pojawiali się m.in. duchowni (ks. Włodzimierz Jasiński, później biskup ordynariusz diecezji sandomierskiej i łódzkiej). Od 1902 zebrania, gromadzące już 30 uczestniczek, odbywały się w mieszkaniu Łączkowskich (ul. Mariańska). Spotkań zaprzestano w marcu 1912 z powodu wyjazdu Łączkowskiej za granicę.
W 1912 Łączkowska wyjechała do Mentony do brata Stefana, który krótko później zmarł. W kolejnym roku odeszła jej matka. Nigdy nie założyła rodziny, ale wychowywała siostrzenicę, bo jej matka Zofia zmarła w 1916 w Terijokach w Finlandii.
W 1914, kiedy zaczęła się I wojna światowa, Łączkowska przebywała na kuracji nad Bałtykiem. Potem mieszkała w Petersburgu i w Moskwie, gdzie w polskich szkołach zorganizowanych przez Komitet Pomocy Ofiarom Wojny uczyła języka polskiego dzieci bieżeńców.
Spotkania kaliskich entuzjastek pod kierownictwem Łączkowskiej wznowiono w 1920 na 2 miesiące, koncentrując się na sprawach towarzyskich i aktualnych. W styczniu 1924 znów zaczęto organizować „piątek”, a panie w porozumieniu z prowadzącymi mogły zapraszać gości, nie tylko same opracowywać referaty. Zaczęto też organizować wieczory muzyczne i dyskusyjne, a raz w roku spotkanie karnawałowe.

### Biblioteka
Już w 1900 na jednym z zebrań entuzjastek Łączkowska podzieliła się myślą stworzenia biblioteki z przeznaczeniem dla wszystkich mieszkańców i mieszkanek Kalisza. Rząd guberni kaliskiej dwa razy odmówił pozwolenia na otwarcie placówki. Łączkowska zaczęła działać w kierunku stworzenia prywatnej wypożyczalni książek. Wiktoria Lewandowiczówna, córka byłego urzędnika, odstąpiła część pracowni introligatorskiej przy ul. Łaziennej i zgłosiła się jako bibliotekarka. „Wypożyczalnię W. Lewandowicz” otwarto 30 czerwca 1900. Księgozbiór opierał się na prywatnych zbiorach Felicji Łączkowskiej. By go rozbudować, organizowała loterie fantowe, współpracowała z warszawską księgarnią Gebethnera i Wolffa, pobierała składki od uczestniczek „piątków”, które były pierwszymi czytelniczkami. W 1907 uzyskano zgodę na stworzenie publicznej czytelni i biblioteki przy Polskiej Macierzy Szkolnej. By nie dopuścić do jej zamknięcia z powodu delegalizacji Polskiej Macierzy Szkolnej, Łączkowska działała na rzecz zarejestrowania Towarzystwa Biblioteki Publicznej i Czytelni im. Adama Mickiewicza w Kaliszu, co udało się w styczniu 1908. Łączkowska, wraz z M. Suchorską była opiekunką księgozbioru. Bibliotekarką nadal była W. Lewandowiczówna.
W kwietniu 1918, kiedy Łączkowska wróciła do kraju, została członkinią nowego zarządu towarzystwa. Była jednocześnie dozgonną opiekunką księgozbioru. Biblioteka cały czas się rozrastała i zmieniała siedzibę, by pomieścić księgozbiór. Łączkowska szczególnie zdała o powiększenie zbiorów działu popularnego. Zbierała czasopisma pozyskane od kaliszan i okolicznych ziemian. Placówka działała do wybuchu II wojny światowej.
Felicja Łączkowska była członkinią i wiceprezeską Towarzystwa Przyjaciół Książki, które istniało w Kaliszu w latach 1927–1936.

### Muzeum w Kaliszu
Felicja Łączkowska była inicjatorką, współtwórczynią i współfundatorką Muzeum Pomocy i Pokazów Szkolnych w Kaliszu. Pomysł przedstawiła w 1909 na zebraniu „piątku”. Wraz z Haliną Kożuchowską zajęła się wprowadzaniem go w życie. Łączkowska zbierała okazy przyrodnicze, przygotowywała eksponaty, susząc rośliny i robiąc gablotki.
Weszła w skład komitetu Wystawy Pracy Kobiet, ogłoszonej w maju 1909 przez Stowarzyszenie Narodowe Kobiet Polskich w Kaliszu, a zaplanowanej na wrzesień i październik. Łączkowska przygotowała dział szkolnictwa elementarnego Kalisza. Zażądała, by 25% dochodu z wystawy przekazano na planowane muzeum szkolne. Pozyskano 1000 rubli na potrzeby muzeum. Łączkowska i Kożuchowska zaczęły organizować zebrania, podczas których wybrano zarząd przyszłego muzeum. Łączkowska została jego przewodniczącą. Z fabryk i zakładów pracy zbierała m.in. okazy minerałów, zbiory owadów i motyli. Eksponaty zgromadzono w salach przy Bibliotece im. Adama Mickiewicza. Muzeum Pomocy i Pokazów Szkolnych (znane też jako „Sekcja pokazów i pomocy szkolnych”) z początkiem lipca 1911 przeniesiono do wynajętego lokalu w gmachu Towarzystwa Muzycznego. Do placówki trafiały nowe zbiory m.in. z kaliskiego oddziału Polskiego Towarzystwa Krajoznawczego. Wiosną 1914 do zbiorów dołączono Muzeum Archeologiczne – zwane Muzeum Ziemi Kaliskiej – czyli dotychczasową Sekcję starożytności, która została utworzona w 1906 przy oddziale Towarzystwa Popierania Przemysłu i Handlu. Połączonym zbiorom nadano nazwę Muzeum Ziemi Kaliskiej. Do 1921 opiekowała się nim szczególnie H. Kożuchowska, a po jej śmierci Felicja Łączkowska. W 1928 muzeum przejęło miasto Kalisz. Nadal jednak Łączkowska przekazywała placówce swoje zbiory.

### Działalność społeczna
W lipcu 1919 w Kaliszu powstał Oddział Narodowej Organizacji Kobiet, w ramach którego działało kilka sekcji. W 1923 rozpoczął działalność Uniwersytet Powszechny im. Henryka Sienkiewicza, który przejął akcję odczytową NOK. Wykłady z zakresu literatury polskiej prowadziła także Felicja Łączkowska. W latach 1927–1930 wygłosiła 11 prelekcji, ale wiadomo, że już wcześniej była na tym polu aktywna; używała też przeźroczy i innych interaktywnych materiałów, by uatrakcyjnić prelekcje.
W latach 1907–1910 Łączkowska była członkinią zarządów instytucji kierowanych przez Towarzystwa Dobroczynności (schronisko dzienne św. Antoniego dla małych dzieci, sekcja rozdawnictwa odzieży biednym); była też opiekunką okręgu 2. obejmującego Nowy Świat i Wydory (dziś Czaszki). Była członkinią zarządu Polskiej Macierzy Szkolnej w Kaliszu. Opiekowała się szkółkami. Po zamknięciu koła w Kaliszu w styczniu 1908 działała w Kole Wpisów Szkolnych w Kaliszu. Była współzałożycielką Towarzystwa Oświatowego w Kaliszu i członkinią zarządu. Wróciła do PMS po wznowieniu jej działalności w 1916. Należała do Towarzystwa Oświatowego, Polskiego Czerwonego Krzyża oraz Polskiego Towarzystwa Krajoznawczego w Kaliszu.

### Publikacje
Na łamach kaliskiej prasy publikowała wspomnienia, artykuły dotyczące wychowania, miejscowej biblioteki oraz tłumaczenia z angielskiego i niemieckiego. Pisała do „Gazety Kaliskiej”, gdzie wyróżniają się jej teksty na temat dziecka i jego wychowania. W wydawanym przez Towarzystwo Przyjaciół Książki miesięczniku regionalnym „Ziemia Kaliska” (1930–1932) opublikowała wspomnienia w numerze poświęconym „piątkom” organizowanym od 1891. Dzieliła się wspomnieniami o szkolnictwie w Kaliszu. Pisała teksty pośmiertne poświęcone działaczkom społecznym i oświatowym z Kalisza. W „Kalendarzu na Szkołę Rzemiosł w Kaliszu na rok 1907” opisała handlową spółkę rolniczą ze wsi Gadów oraz otwarcie sklepu udziałowego.

### Śmierć
Łączkowska została pochowana na Cmentarzu Miejskim w Kaliszu; inskrypcja ją upamiętniająca została zniszczona.

## Upamiętnienie
W 1933 Rada Miejska Kalisza przemianowała ulicę Parkową na ulicę Felicji Łączkowskiej.
W 1936 w Kaliszu założono Towarzystwo bezpłatnej biblioteki dla dzieci miasta Kalisza im. Felicji Łączkowskiej.
W 2020 w Muzeum Okręgowym Ziemi Kaliskiej otwarto wirtualną wystawę Kaliszanki, której jedną z bohaterek była Felicja Łączkowska.